# Zagość
Zagość (niem. Krug bei Stargard) – kolonia w Polsce położona w województwie zachodniopomorskim, w powiecie stargardzkim, w gminie Kobylanka, położona 4,5 km na północny wschód od Kobylanki (siedziby gminy) i 7,5 km na zachód od Stargardu (siedziby powiatu).
W latach 1975–1998 miejscowość położona była w województwie szczecińskim.

## Nazwa
Nazwa jest tzw. chrztem nazewniczym, a jej znaczenie jest niejasne. Być może wywodzi się od czasownika zagościć się. Pierwotna nazwa niemiecka, wzmiankowana po raz pierwszy w 1896, ma charakter topograficzny-relacyjny i powstała z rzeczownika pospolitego Krug „karczma”, do którego dodano wyróżnik bei Stargard „koło Stargardu” celem odróżenia od innych nazw tego typu.